# 亨廷頓比奇

杭亭頓海灘（英語：Huntington Beach）是美國加利福尼亞州的一個城市，位於該縣西部，臨太平洋。面積180.5平方公里，2006年人口194,436人。
1909年建市。是一處滑浪勝地，因而有"Surf City USA"的綽號。

## 姐妹城市
- 日本安城市
- 新西兰懷塔克雷